# Gismondyt
Gismondyt (gismondyn) – minerał z gromady krzemianów, zaliczany do grupy zeolitów. Należy do grupy minerałów rzadkich.
Nazwa pochodzi od nazwiska włoskiego mineraloga Carlo Gismondiego (1762-1824), który odkrył po raz pierwszy ten minerał w 1817 r.

## Właściwości
Zazwyczaj tworzy kryształy niemal zawsze zbliźniaczone (podwójna piramidy o kwadratowym przekroju – wyglądem zbliżonej do ośmiościanu). Czasami wykształca kryształy pseudorombowe o pokroju tabliczkowym. Charakterystyczna postać kryształów pozwala na identyfikację spośród innych minerałów paragenezy.
Występuje w skupieniach półkulistych i snopkowych. Jest kruchy, przezroczysty. Współwystępuje z chabazytem, phillipsytem, thomsonitem, analcymem, kalcytem.

### Występowanie
Produkt procesów hydrotermalnych, powstaje w pustkach skał wulkanicznych (w bazaltowych lawach).
Miejsca występowania: Włochy, Islandia, Niemcy, Czechy, USA – Hawaje, Australia.
W Polsce – został stwierdzony w okolicach Legnicy na Dolnym Śląsku.

### Zastosowanie
- ma znaczenie naukowe
- ma znaczenie kolekcjonerskie